# Jaana Ronkainenová
Jaana Ronkainen (* 22. listopad 1965 Oulu, Finsko) je bývalá reprezentantka Finska v judu.

## Sportovní kariéra
Judo jí upoutalo v televizi, kde viděla obrázky z mistrovství Evropy v roce 1978. Následovala komplikovaná cesta až k titulu mistryně Evropy v zemi, kde sportovní judo nemělo nikdy silné zázemí. Po kvalitním úvodu roku následoval skoro každou sezonu hluboký podzimní propad. Potom co se v roce 1992 nekvalifikovala na olympijské hry v Barceloně ukončila sportovní kariéru. Je vystudovanou pediatričkou a má vlastní praxi.

## Výsledky
| Turnaj             | 1982            | 1983            | 1984            | 1985           | 1986           | 1987           | 1988           | 1989           | 1990           | 1991           | 1992           |
| Turnaj             | 18              | 19              | 20              | 21             | 22             | 23             | 24             | 25             | 26             | 27             |                |
| Turnaj             | superlehká váha | superlehká váha | superlehká váha | pololehká váha | pololehká váha | pololehká váha | pololehká váha | pololehká váha | pololehká váha | pololehká váha | pololehká váha |
| ------------------ | --------------- | --------------- | --------------- | -------------- | -------------- | -------------- | -------------- | -------------- | -------------- | -------------- | -------------- |
| Mistrovství světa  | —               |                 | 5.              |                | úč.            | —              |                | —              |                | úč.            |                |
| Mistrovství Evropy | 3.              | 5.              | ?               | 5.             | 7.             | 7.             | 2.             | 1.             | 7.             | 5.             | úč.            |